# Barebow
Barebow is een woord dat refereert aan de schiet-/richttechniek die gebruikt wordt door handboogschutters. Binnen de handboogsport wordt de term 'barebow' vaak verkeerd gebruikt. Er is namelijk geen type boog wat specifiek een 'barebow' is. Over het algemeen kan gesteld worden dat een barebow een handboog is zonder richthulpmiddelen (stabilisatie, vizier, etc.). Dit wordt ook 'intuïtief schieten' genoemd. 
Er bestaan geruchten en tegenstrijdige verhalen over wat nou precies wel of geen barebow is en waarvoor het bedoeld is. Dit heeft te maken met de verschillende manieren waarop handboogschutters hun eigen boog aankleden en wat zij er dan zelf van maken.

## Schiettechnieken
Met de 'barebow-' of 'hout-' schiettechniek wordt vaak bedoeld dat de schutter een houten boog heeft (of het nou ruiter, flatbow of longbow is). Het kan ook zijn dat een schutter een recurveboog heeft zonder richthulpmiddelen. Men spreekt dan ook over 'barebow'.
De 'recurve' schiettechniek houdt in dat de schutter een recurveboog heeft met richthulpmiddelen.
Ten slotte is er de compoundboog. Daarop gebruikt men normaal gesproken ook richthulpmiddelen. Er wordt dan niet gesproken over een compoundschiettechniek, maar over het feit dat iemand een compoundboog schiet. Zoals eerder aangegeven is het ook heel goed mogelijk dat iemand barebow schiet op een compoundboog.